# Tricuspidalestes
Genre
Tricuspidalestes est un genre de poissons de la famille des Alestidae.

## Liste d'espèces
Selon FishBase (05 juin 2015):
- Tricuspidalestes caeruleus (Matthes, 1964)